# Reiko Sasamori
Reiko Sasamori (笹森礼子, Sasamori Reiko), née le 9 septembre 1940 à Tokyo, est une actrice et chanteuse japonaise.

## Biographie
Reiko Sasamori est apparue dans plus de cinquante films entre 1960 et 1967.

## Filmographie
Sauf indication contraire, la filmographie de Reiko Sasamori est établie à partir de la base de données JMDb.
- 1960 : L'Arbre de la jeunesse (青年の樹, Seinen no ki?) de Toshio Masuda
- 1960 : Utsukushiki wakare no uta (美しき別れの歌?) de Kenjirō Morinaga
- 1960 : Filles, épouses et une mère (娘・妻・母, Musume tsuma haha?) de Mikio Naruse
- 1960 : Ojōsan no sanpo michi (お嬢さんの散歩道?) de Kiyoshi Horiike (ja)
- 1960 : Tenka o toru (天下を取る?) de Yōichi Ushihara
- 1960 : Kenjū burai-chō: Futeki ni warau otoko (拳銃無頼帖 不敵に笑う男?) de Haruyasu Noguchi
- 1960 : Umi no jōji ni kakero (海の情事に賭けろ?) de Haruyasu Noguchi
- 1960 : Yami o saku kuchibue (闇を裂く口笛?) de Kenjirō Morinaga
- 1960 : Horobasha wa yuku (幌馬車は行く?) de Haruyasu Noguchi
- 1960 : Sabita kusari (錆びた鎖?) de Buichi Saitō
- 1960 : Kenjū burai-chō: Asu naki otoko (拳銃無頼帖 明日なき男?) de Haruyasu Noguchi
- 1960 : Zennin zankoku monogatari (善人残酷物語?) de Masahisa Sunohara (en)
- 1961 : Ore no chi ga sawagu (俺の血が騒ぐ?) de Tokujirō Yamazaki (ja)
- 1961 : Shōjo (少女?) de Kiyoshi Horiike (ja)
- 1961 : Kurenai no kenjū (紅の拳銃?) de Yōichi Ushihara
- 1961 : Ikite ita norainu (生きていた野良犬?) de Toshio Masuda
- 1961 : Hayauchi yarō (早射ち野郎?) de Takashi Nomura (ja)
- 1961 : Yōjinbō kagyō (用心棒稼業?) de Toshio Masuda
- 1961 : Mittsu no ryū no irezumi (三つの竜の刺青?) de Haruyasu Noguchi
- 1961 : Suketto kagyō (助っ人稼業?) de Buichi Saitō
- 1961 : Umi no shōbushi (海の勝負師?) de Koreyoshi Kurahara
- 1961 : Akai kōya (赤い荒野?) de Haruyasu Noguchi
- 1961 : Nosappu no jū (ノサップの銃?) d'Akinori Matsuo
- 1961 : Lui et moi (あいつと私, Aitsu to watashi?) de Kō Nakahira
- 1961 : Ore wa jigoku e iku (俺は地獄へ行く?) de Haruyasu Noguchi
- 1961 : Arashi o tsukkiru jetto-ki (嵐を突っ切るジェット機?) de Koreyoshi Kurahara
- 1962 : Mekishiko mushuku (メキシコ無宿?) de Koreyoshi Kurahara
- 1962 : Tenshi to yarō domo (天使と野郎ども?) d'Akinori Matsuo
- 1962 : Kuroi daisu (黒いダイス?) de Yōichi Ushihara
- 1962 : Gekiryū ni ikiru otoko (激流に生きる男?) de Takashi Nomura (ja)
- 1962 : Sekibetsu no uta (惜別の歌?) de Haruyasu Noguchi
- 1962 : Nukiuchi Sanshirō (抜き射ち三四郎?) de Tokujirō Yamazaki (ja)
- 1962 : Haruka naru kuni no uta (遙かなる国の歌?) de Takashi Nomura (ja)
- 1962 : Wataridori kokyō e kaeru (渡り鳥故郷へ帰る?) de Yōichi Ushihara
- 1962 : Jūdan no arashi (銃弾の嵐?) de Takumi Furukawa
- 1962 : Gun wa sabishii otoko no uta sa (拳銃は淋しい男の歌さ?) de Tokujirō Yamazaki (ja)
- 1962 : Utau abarenbō (歌う暴れん坊?) d'Akinori Matsuo
- 1963 : Détective bureau 2-3 (探偵事務所23 くたばれ悪党ども, Tantei jimusho 23: Kutabare akutō-domo?) de Seijun Suzuki : Chiaki
- 1963 : Sora no shita tōi yume (空の下遠い夢?) de Yōichi Ushihara
- 1963 : Ame no naka ni kiete (雨の中に消えて?) de Katsumi Nishikawa
- 1963 : Akai kutsu to rokudenashi (赤い靴とろくでなし?) de Yōichi Ushihara
- 1963 : Ginza no Jirōchō (銀座の次郎長?) de Motomu Ida
- 1963 : Tantei jimusho 23: Zeni to onna ni yowai otoko (探偵事務所２３ 銭と女に弱い男?) de Nozomu Yanase (ja)
- 1963 : Toranoko sakusen (虎の子作戦?) de Nozomu Yanase (ja)
- 1963 : Kekkon sakusen gyōmu meirei (結婚作戦業務命令?) de Ren Yoshimura (ja)
- 1963 : Jigoku no saiten (地獄の祭典?) de Yōichi Ushihara
- 1964 : Le Mouchoir rouge (赤いハンカチ, Akai hankachi?) de Toshio Masuda : Mitsuko
- 1964 : Kon'nichiwa 20-sai (こんにちは、２０歳?) de Kenjirō Morinaga
- 1964 : Uwasa no fūraibō (噂の風来坊?) de Haruyasu Noguchi
- 1964 : La Longue Mort (帝銀事件 死刑囚, Teigin jiken: Shikeishū?) de Kei Kumai
- 1964 : Ikite iru ōkami (生きている狼?) de Motomu Ida
- 1964 : Shinizama o miro (死にざまを見ろ?) de Takumi Furukawa
- 1964 : Sasurai no gyanburā (さすらいの賭博師?) de Yōichi Ushihara
- 1964 : Kuroi daisu ga ore o yobu (黒いダイスが俺を呼ぶ?) de Motomu Ida
- 1964 : Yararete tamaru ka (殺られてたまるか?) de Tokujirō Yamazaki (ja)
- 1965 : Dai Nippon hattariden (大日本ハッタリ伝?) de Ren Yoshimura (ja)
- 1965 : Otoko no monshō: Kenka kaidō (男の紋章 喧嘩街道?) d'Eisuke Takizawa
- 1967 : Gekiryū ni ikiru otoko (激流に生きる男?) de Kenji Yoshida